# Георги Маниак
Георги Маниак (на гръцки: Γεώργιος Μανιάκης; на италиански: Giorgio Maniace) (неизв. – 1043) е изтъкнат от хрониките византийски пълководец от XI век бил първоначално на служба в арменските земи (Малка Армения). Прославил се с победите си над арабите и отвоюването за империята на Едеса от Арабския халифат. Етническият му произход не е изяснен, като по въпроса съществуват различни мнения – българин от поселените след завладяването на Първата българска държава аристократи във византийските арменски земи, арменец или др. По автобиографични данни, рожденото име на Маниак е Григор , а в скандинавските саги се споменава като Гиргир.

## Експедиция в Сицилия
В 1038 година византийски флот под командването на Маниак отплува към Сицилия, като по пътя спира в Салерно. В експедицията участват и апулийски лангобарди, варяги начело с бъдещия норвежки крал Харалд и наемници нормани, водени от Вилхелм Желязната Ръка, тогава на служба при княза на Салерно Гвемар IV. За хода на военната кампания се знае малко: в 1038 г. е превзета Месина, в 1040 г. – Сиракуза. По този начин през 1038 – 1040 години източното крайбрежие на Сицилия с преобладавщо гръцко население се връща под властта на Византия. От хронистите е известно само за сражението при Тройна, в което Маниак разбива войските на сиракузкия емир Абдула. Самият Абдула е убит от норманския благородник Вилхелм Желязната Ръка, чиято слава започва именно с този подвиг.